# 볼프람 폰 에셴바흐

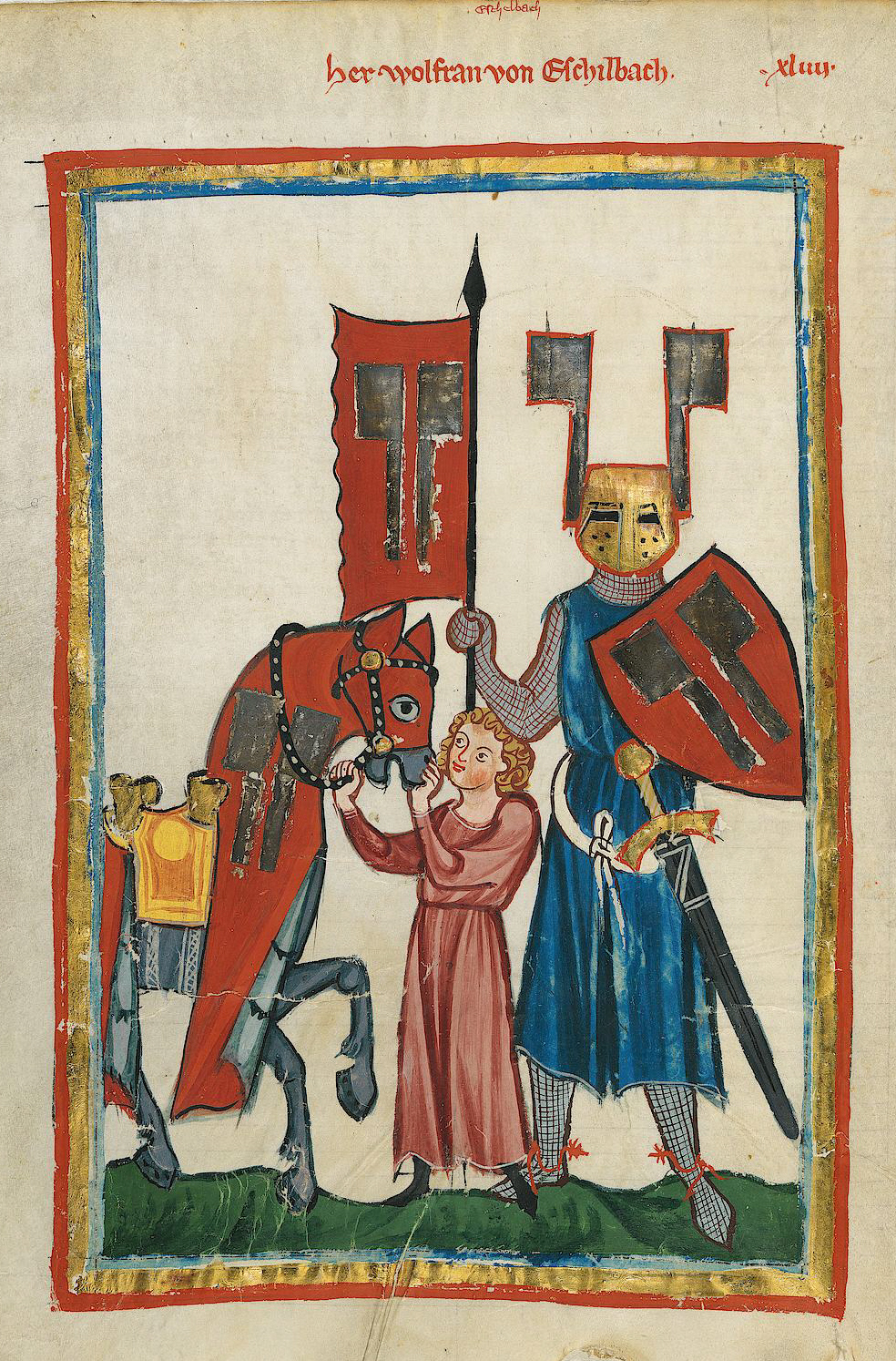
기사로 묘사된 저자 에셴바흐의 삽화, 마네세 필사본 출처

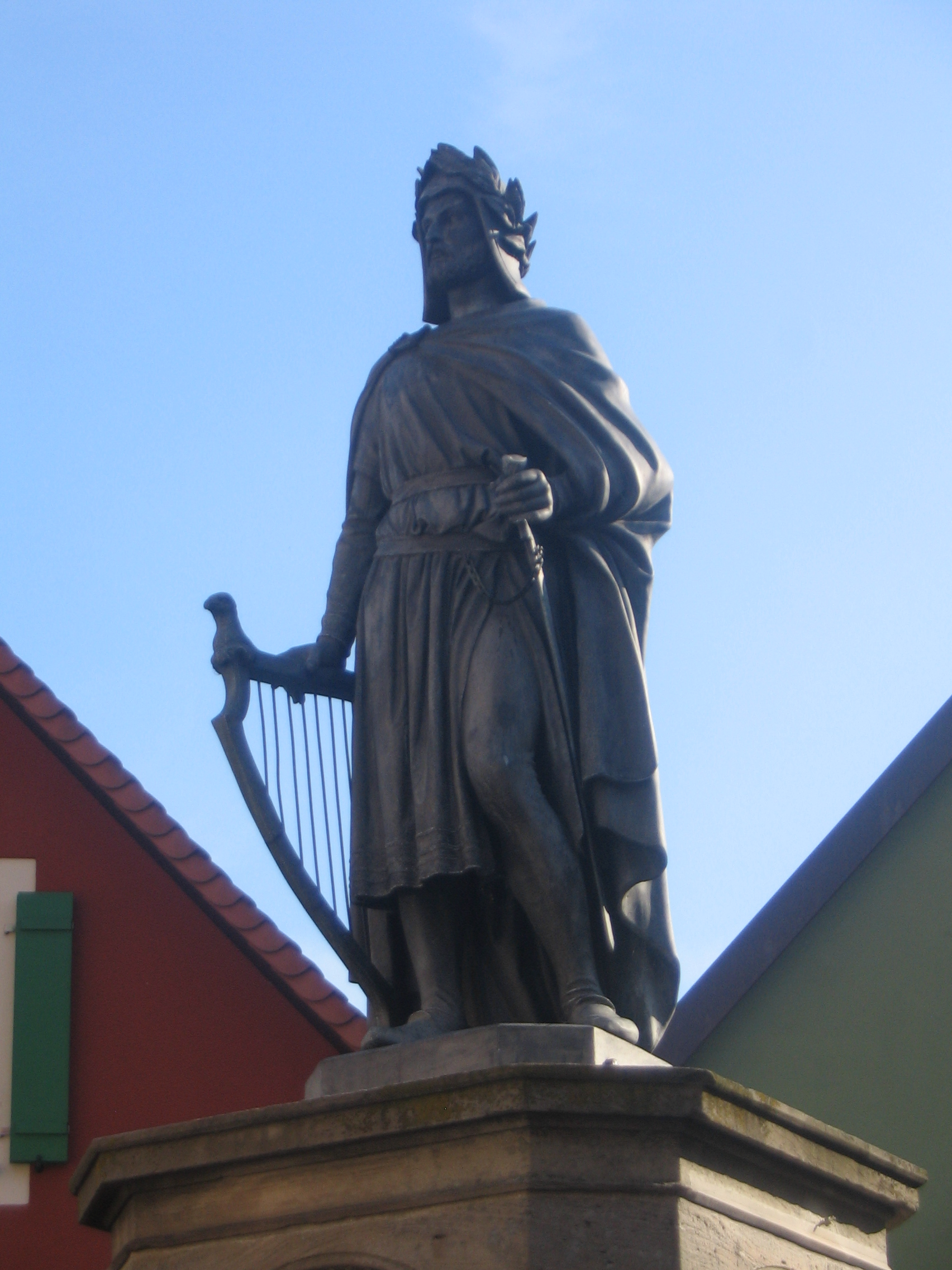
바이에른 왕국의 막시밀리안 2세가 기증한 볼프람스 에셴바흐에 있는 에셰바흐의 동상

볼프람 폰 에셴바흐(Wolfram von Eschenbach, 1170년경 – 1220년경)은 독일 중세시대의 작가이다. 여러편의 서사시 작품들과 민네장(Minnesang)을 지었다.

## 생애
에셴바흐에 대해 알려진 바는 거의 없다. 그에 대한 기록은 없으며 본인의 시작품들이나 동시대의 다른 작가들의 기록들이 중요한 증거자료이다. 그의 성에서부터 그가 에셴바흐라고 하는 곳 출신이라는 것을 유추할 수 있으며, 그의 작품 속의 지형, 지리에 대한 단서들로부터 미루어볼 때 그는 독일의 오버에셴바흐(오늘날의 볼프람스 에셴바흐) 출신이라는 것이 중론이다.
불안정한 방랑 생활을 영위했고 튀링겐에 있는 방백의 궁정에서 자주 머물렀다. 그 곳에서 위대한 서정시인 발터 폰 포겔바이데와 조우한다. 방백의 죽음 이후 볼프람은 1217년 가난 속에서 부인과 자식과 함께 살았던 자신의 고향으로 돌아간다. 에셴바흐의 프라우엔 교회에서 수장되었다.

## 작품
에셴바흐는 독일어로 쓰여진 당대 서사시중 가장 위대하다고 평가 받는 걸작 《파르치팔 (Parzival)》로 가장 잘 알려져 있다. 프랑스의 크레티앵 드 트루아의 《페르스발 (Perceval)》를 개작한 것으로 성배를 주제로 한 독일 문학 작품 중 현존하는 최초의 것이다. 총 16권, 24,840 행의 대서사는 중세에 가장 많이 읽힌 작품이라 할 수 있다. 동화, 아더왕, 성배 이야기 등의 소재를 집대성한 것으로 오늘날 약 90편의 필사본이 전해지고 있다. 이후의 성배 이야기들은 대부분 '파르치팔'에서 유래한다.
성배는 가장 고귀한 사람들의 기사적, 기독교적 동족 종교 단체와 보물이고, 이 세상에서 최고의 품위이며 신의 은총의 표시이다. 성배가 어떤 것이었는지에 대해서는 여러 가지 설이 있으나, 그리스도가 최후의 만찬에서 사용했던 잔을 의미한다는 것이 일반적이다. 나중에 요셉이 이 잔을 갖고 영국으로 갔는데, 그가 죽은 후에는 그 행방을 알 수 없게 되었다고 한다. 따라서 잃어버린 신성한 것, 행방불명이 된 성배의 탐색이 중세 문학 특히 아더왕이야기 중 성배이야기의 핵심적 주제가 되었다. 그는 이것으로 세계 문학에서 처음으로 내면에서 파악한 발전소설을 만든 것이다.
다른 작품으로 단편 서사시 '빌헬름'이 있다. 그밖에 약간의 서정시를 남겼다.

## 참고 문헌
- 네이버 백과사전
- 《독일문학사》, 김성곤, 경진출판사, 2009[쪽 번호 필요]